# Андріївський (ландшафтний заказник)
Андрі́ївський заказник — ландшафтний заказник місцевого значення в Україні. Розташований на захід від села Андріївка на території Димерської селищної громади, Вишгородський район Київська область.
Площа — 146,3 га, статус отриманий у 2020 році. Перебуває у віданні ДП «Димерське лісове господарство» (Руднянське лісництво).
Добре збережені старі дубові та вільхові ліси в межах водно-болотних угідь у межиріччі Тетерева і Дніпра. Територія входить до складу Дніпровського екологічного коридору. На території поширені такі Червонокнижні рослини як коручка чемерникоподібна, любка дволиста, гніздівка звичайна та булатка довголиста. Заказник є ареалом поширення таких видів фауни: лелека чорний, журавель сірий, мідянка звичайна, орлан білохвостий, рись та лось, які занесені до Червоної книги України.